# Can Pau Xic (Rupit i Pruit)
Can Pau Xic és una casa de Rupit i Pruit (Osona) inclosa a l'Inventari del Patrimoni Arquitectònic de Catalunya.

## Descripció
Casa entre mitgera assentada sobre el desnivell del terreny i amb la façana orientada vers tramuntana i la banda de migdia mira vers la riera de Rupit. A la planta presenta un portal rectangular amb inscripcions. Al primer pis s'hi obre una finestra amb l'ampit motllurat i un xic deteriorat; té una espiera a sota. A la part dreta s'hi obre una petita finestra amb llinda de fusta. És construïda en pedra sense polir i arrebossada amb els de pedra.

## Història
La importància de les cases d'aquest carrer rau sobretot en la bellesa arquitectònica i la unitat dels edificis que la integren, tots ells construïts als segles xvii i xviii i que han estat restaurats recentment amb molta fidelitat.
L'establiment de cavallers al Castell de Rupit als segles xii i xiii donaren un caire aristocràtic a la població, al segle xiv la demografia baixa considerablement. Al fogatge del segle xvi ja s'observa una certa recuperació i a partir del segle xvii comença a ser nucli important de població, ja que durant la guerra dels Segadors, al 1654, s'hi establiren molts francesos.